# Scherma ai Giochi della V Olimpiade - Sciabola individuale maschile
La competizione della sciabola individuale maschile  di scherma ai Giochi della V Olimpiade si tenne dal 16 al 18 luglio 1912 all'Östermalms idrottsplats (comunemente abbreviato in Östermalms IP) a Stoccolma.

## Risultati

### 1º Turno
Si disputarono 16 gironi. I primi 3 accedevano al secondo turno.
| Pos. | Atleta               | Nazione  | TV | TS |
| ---- | -------------------- | -------- | -- | -- |
| 1    | Giovanni Benfratello | Italia   | 3  | 0  |
| 2    | Lajos Werkner        | Ungheria | 2  | 1  |
| 3    | Vladimir Danich      | Russia   | 1  | 2  |
| 4    | Gustaf Armgarth      | Svezia   | 0  | 3  |

| Pos. | Atleta             | Nazione  | TV | TS |
| ---- | ------------------ | -------- | -- | -- |
| 1    | Béla Zulawszky     | Ungheria | 3  | 1  |
| 1    | Julius Lichtenfels | Germania | 3  | 1  |
| 3    | Vladimir Andreyev  | Russia   | 2  | 2  |
| 4    | Friedrich Golling  | Austria  | 2  | 2  |
| 5    | Helge Werner       | Svezia   | 0  | 4  |

| Pos. | Atleta           | Nazione   | TV | TS |
| ---- | ---------------- | --------- | -- | -- |
| 1    | Karl Münich      | Austria   | 3  | 0  |
| 2    | Hans Thomson     | Germania  | 2  | 1  |
| 3    | Jens Berthelsen  | Danimarca | 1  | 2  |
| 4    | Boris Nepokupnoy | Russia    | 0  | 3  |

| Pos. | Atleta            | Nazione   | TV | TS |
| ---- | ----------------- | --------- | -- | -- |
| 1    | Edoardo Alaimo    | Italia    | 4  | 0  |
| 2    | Albert Bógathy    | Austria   | 2  | 2  |
| 2    | Oluf Berntsen     | Danimarca | 2  | 2  |
| 4    | Aleksandr Shkylev | Russia    | 1  | 3  |
| 4    | Zdeněk Bárta      | Boemia    | 1  | 3  |

| Pos. | Atleta             | Nazione     | TV | TS |
| ---- | ------------------ | ----------- | -- | -- |
| 1    | Charles Vanderbyl  | Regno Unito | 3  | 1  |
| 2    | Josef Javůrek      | Boemia      | 3  | 1  |
| 3    | Josef Puhm         | Austria     | 2  | 2  |
| 4    | Carl-Gustaf Klerck | Svezia      | 1  | 3  |
| 4    | Georgy Zakyrich    | Russia      | 1  | 3  |

| Pos. | Atleta               | Nazione     | TV | TS |
| ---- | -------------------- | ----------- | -- | -- |
| 1    | Ejnar Levison        | Danimarca   | 3  | 0  |
| 2    | Alfred Ridley-Martin | Regno Unito | 2  | 1  |
| 3    | Anatoly Timofeyev    | Russia      | 1  | 2  |
| 4    | Johannes Kolling     | Paesi Bassi | 0  | 3  |

| Pos. | Atleta                | Nazione     | TV | TS |
| ---- | --------------------- | ----------- | -- | -- |
| 1    | Béla Békessy          | Ungheria    | 3  | 0  |
| 2    | Franz Dereani         | Austria     | 1  | 2  |
| 3    | William Marsh         | Regno Unito | 1  | 2  |
| 4    | Konstantin Vaterkampf | Russia      | 1  | 2  |

| Pos. | Atleta             | Nazione     | TV | TS |
| ---- | ------------------ | ----------- | -- | -- |
| 1    | Hendrik de Iongh   | Paesi Bassi | 3  | 1  |
| 1    | Péter Tóth         | Ungheria    | 3  | 1  |
| 3    | Martin Nordenström | Svezia      | 2  | 2  |
| 4    | Douglas Godfree    | Regno Unito | 1  | 3  |
| 4    | Aleksandr Mordovin | Russia      | 1  | 3  |

| Pos. | Atleta            | Nazione  | TV  | TS  |
| ---- | ----------------- | -------- | --- | --- |
| 1    | Georg Stöhr       | Germania | bye | bye |
| 1    | Ervin Mészáros    | Ungheria | bye | bye |
| 1    | Nikolay Kuznetsov | Russia   | bye | bye |

| Pos. | Atleta                         | Nazione  | TV  | TS  |
| ---- | ------------------------------ | -------- | --- | --- |
| 1    | Apollon Guiber von Greifenfels | Russia   | bye | bye |
| 1    | Jenő Fuchs                     | Ungheria | bye | bye |
| 1    | Birger Personne                | Svezia   | bye | bye |

| Pos. | Atleta             | Nazione  | TV  | TS  |
| ---- | ------------------ | -------- | --- | --- |
| 1    | Bertalan Dunay     | Ungheria | bye | bye |
| 1    | Ernst zu Hohenlohe | Austria  | bye | bye |
| 1    | Boris Arsenyev     | Russia   | bye | bye |

| Pos. | Atleta            | Nazione     | TV | TS |
| ---- | ----------------- | ----------- | -- | -- |
| 1    | Zoltán Schenker   | Ungheria    | 3  | 0  |
| 2    | Friedrich Schwarz | Germania    | 2  | 1  |
| 3    | Harry Butterworth | Regno Unito | 1  | 2  |
| 4    | Pavel Filatov     | Russia      | 0  | 3  |

| Pos. | Atleta                | Nazione     | TV | TS |
| ---- | --------------------- | ----------- | -- | -- |
| 1    | Francesco Pietrasanta | Italia      | 3  | 0  |
| 2    | Pál Pajzs             | Ungheria    | 1  | 2  |
| 3    | Alfred Syson          | Regno Unito | 1  | 2  |
| 4    | Walter Gates          | Sudafrica   | 1  | 2  |

| Pos. | Atleta                | Nazione     | TV | TS |
| ---- | --------------------- | ----------- | -- | -- |
| 1    | Oszkár Gerde          | Ungheria    | 3  | 0  |
| 2    | Nedo Nadi             | Italia      | 2  | 1  |
| 3    | Albertson Van Zo Post | Stati Uniti | 1  | 2  |
| 4    | Archie Corble         | Regno Unito | 0  | 3  |

| Pos. | Atleta       | Nazione     | TV  | TS  |
| ---- | ------------ | ----------- | --- | --- |
| 1    | Alfred Sauer | Stati Uniti | bye | bye |
| 1    | Dezső Földes | Ungheria    | bye | bye |
| 1    | Alfred Keene | Regno Unito | bye | bye |

| Pos. | Atleta             | Nazione     | TV | TS |
| ---- | ------------------ | ----------- | -- | -- |
| 1    | László Berti       | Ungheria    | 3  | 0  |
| 2    | Aristide Pontenani | Italia      | 2  | 1  |
| 3    | Edward Brookfield  | Regno Unito | 1  | 2  |
| 4    | Gunnar Lindholm    | Svezia      | 0  | 3  |

### 2º Turno
Si disputarono 8 gironi. I primi 3 accedevano ai gironi di semifinale.
| Pos. | Atleta               | Nazione   | Sconfitte |
| ---- | -------------------- | --------- | --------- |
| 1    | László Berti         | Ungheria  | 0         |
| 2    | Bertalan Dunay       | Ungheria  | 1         |
| 3    | Vladimir Andreyev    | Russia    | 2         |
| 4    | Giovanni Benfratello | Italia    | 3         |
| 5    | Ejnar Levison        | Danimarca | 4         |
| 5    | Georg Stöhr          | Germania  | 4         |

| Pos. | Atleta            | Nazione     | Sconfitte |
| ---- | ----------------- | ----------- | --------- |
| 1    | Lajos Werkner     | Ungheria    | 0         |
| 2    | Oszkár Gerde      | Ungheria    | 1         |
| 3    | Anatoly Timofeyev | Russia      | 2         |
| 4    | Alfred Sauer      | Stati Uniti | 3         |
| 4    | Harry Butterworth | Regno Unito | 3         |
| -    | Albert Bógathy    | Germania    | DNS       |

| Pos. | Atleta             | Nazione     | Sconfitte |
| ---- | ------------------ | ----------- | --------- |
| 1    | Ervin Mészáros     | Ungheria    | 0         |
| 2    | Friedrich Schwarz  | Germania    | 1         |
| 3    | William Marsh      | Regno Unito | 2         |
| 4    | Ernst zu Hohenlohe | Austria     | 3         |
| -    | Edoardo Alaimo     | Regno Unito | DNS       |
| -    | Vladimir Danich    | Germania    | DNS       |

| Pos. | Atleta             | Nazione   | Sconfitte |
| ---- | ------------------ | --------- | --------- |
| 1    | Béla Békessy       | Ungheria  | 1         |
| 1    | Dezső Földes       | Ungheria  | 1         |
| 3    | Oluf Berntsen      | Danimarca | 2         |
| 4    | Aristide Pontenani | Italia    | 3         |
| 4    | Nikolay Kuznetsov  | Russia    | 3         |
| -    | Karl Münich        | Germania  | DNS       |

| Pos. | Atleta                         | Nazione     | Sconfitte |
| ---- | ------------------------------ | ----------- | --------- |
| 1    | Zoltán Schenker                | Ungheria    | 1         |
| 2    | Charles Vanderbyl              | Regno Unito | 2         |
| 2    | Apollon Guiber von Greifenfels | Russia      | 2         |
| 4    | Hans Thomson                   | Germania    | 2         |
| 5    | Edward Brookfield              | Regno Unito | 3         |
| -    | Franz Dereani                  | Germania    | DNS       |

| Pos. | Atleta           | Nazione     | Sconfitte |
| ---- | ---------------- | ----------- | --------- |
| 1    | Alfred Syson     | Regno Unito | 0         |
| 1    | Jenő Fuchs       | Ungheria    | 0         |
| 3    | Boris Arsenyev   | Russia      | 2         |
| 4    | Jens Berthelsen  | Danimarca   | 3         |
| 5    | Hendrik de Iongh | Regno Unito | DNS       |
| -    | Josef Javůrek    | Germania    | DNS       |

| Pos. | Atleta             | Nazione     | Sconfitte |
| ---- | ------------------ | ----------- | --------- |
| 1    | Nedo Nadi          | Italia      | 1         |
| 1    | Pál Pajzs          | Ungheria    | 1         |
| 3    | Béla Zulawszky     | Ungheria    | 2         |
| 4    | Alfred Keene       | Regno Unito | 2         |
| 5    | Martin Nordenström | Svezia      | 4         |
| -    | Josef Puhm         | Germania    | DNS       |

| Pos. | Atleta                | Nazione     | Sconfitte |
| ---- | --------------------- | ----------- | --------- |
| 1    | Péter Tóth            | Ungheria    | 0         |
| 2    | Julius Lichtenfels    | Germania    | 1         |
| 2    | Birger Personne       | Svezia      | 1         |
| 4    | Francesco Pietrasanta | Italia      | 1         |
| 5    | Alfred Ridley-Martin  | Regno Unito | 4         |
| -    | Albertson Van Zo Post | Germania    | DNS       |

### Semifinali
Si disputarono 4 gironi. I primi 2 accedevano al girone di finale.
| Pos. | Atleta            | Nazione  | TV  | TS  |
| ---- | ----------------- | -------- | --- | --- |
| 1    | Béla Békessy      | Ungheria | 5   | 0   |
| 2    | Nedo Nadi         | Italia   | 4   | 1   |
| 3    | Béla Zulawszky    | Ungheria | 3   | 2   |
| 4    | Bertalan Dunay    | Ungheria | 2   | 3   |
| 5    | Friedrich Schwarz | Germania | 1   | 4   |
| 5    | Anatoly Timofeyev | Germania | DNS | DNS |

| Pos. | Atleta             | Nazione     | TV  | TS |
| ---- | ------------------ | ----------- | --- | -- |
| 1    | Péter Tóth         | Ungheria    | 2   | 0  |
| 2    | Jenő Fuchs         | Ungheria    | 1   | 1  |
| 3    | Alfred Syson       | Regno Unito | 0   | 2  |
| 4    | Julius Lichtenfels | Ungheria    | DNS | 3  |
| 5    | Oszkár Gerde       | Germania    | DNS | 4  |
| 5    | Vladimir Andreyev  | Germania    | DNS |    |

| Pos. | Atleta            | Nazione     | TV | TS |
| ---- | ----------------- | ----------- | -- | -- |
| 1    | Ervin Mészáros    | Ungheria    | 5  | 0  |
| 2    | Dezső Földes      | Ungheria    | 4  | 1  |
| 3    | Pál Pajzs         | Ungheria    | 3  | 2  |
| 4    | Charles Vanderbyl | Regno Unito | 2  | 3  |
| 5    | Boris Arsenyev    | Russia      | 1  | 4  |
| 6    | Birger Personne   | Svezia      | 0  | 5  |

| Pos. | Atleta                         | Nazione     | TV | TS |
| ---- | ------------------------------ | ----------- | -- | -- |
| 1    | Lajos Werkner                  | Ungheria    | 5  | 0  |
| 2    | Zoltán Schenker                | Ungheria    | 4  | 1  |
| 3    | László Berti                   | Ungheria    | 3  | 2  |
| 4    | Apollon Guiber von Greifenfels | Russia      | 2  | 3  |
| 5    | William Marsh                  | Regno Unito | 1  | 4  |
| 6    | Oluf Berntsen                  | Danimarca   | 0  | 5  |

## Girone Finale
| Pos.    | Atleta          | Nazione  | Vittorie | SF | SC | Incontri | Incontri | Incontri | Incontri | Incontri | Incontri | Incontri | Incontri |
| Pos.    | Atleta          | Nazione  | Vittorie | SF | SC | FUC      | BEK      | MES      | SCH      | NAD      | TOT      | WER      | FOL      |
| ------- | --------------- | -------- | -------- | -- | -- | -------- | -------- | -------- | -------- | -------- | -------- | -------- | -------- |
| Oro     | Jenő Fuchs      | Ungheria | 6        | 18 | 10 | =        | 3-0      | 3-2      | 0-3      | 3-2      | 3-1      | 3-2      | 3-0      |
| Argento | Béla Békessy    | Ungheria | 5        | 17 | 11 | 0-3      | =        | 2-3      | 3-2      | 3-0      | 3-0      | 3-2      | 3-1      |
| Bronzo  | Ervin Mészáros  | Ungheria | 5        | 17 | 12 | 2-3      | 3-2      | =        | 3-1      | 3-2      | 0-3      | 3-1      | 3-0      |
| 4       | Zoltán Schenker | Ungheria | 4        | 17 | 13 | 3-0      | 2-3      | 1-3      | =        | 2-3      | 3-1      | 3-1      | 3-2      |
| 5       | Nedo Nadi       | Italia   | 4        | 16 | 17 | 2-3      | 0-3      | 2-3      | 3-2      | =        | 3-2      | 3-2      | 3-2      |
| 6       | Péter Tóth      | Ungheria | 2        | 12 | 17 | 1-3      | 0-3      | 3-0      | 1-3      | 2-3      | =        | 3-2      | 2-3      |
| 7       | Lajos Werkner   | Ungheria | 1        | 13 | 19 | 2-3      | 2-3      | 1-3      | 1-3      | 2-3      | 2-3      | =        | 3-1      |
| 8       | Dezső Földes    | Ungheria | 1        | 9  | 20 | 0-3      | 1-3      | 0-3      | 2-3      | 2-3      | 3-2      | 1-3      | =        |